# Katja Husen
Katja Husen (Estambul, 12 de junio de 1976-Bayrischzell, 28 de junio de 2022) fue una bióloga y política alemana. Fue miembro del partido Alianza 90/Los Verdes; se desempeñó como presidenta de la organización juvenil del partido Grüne Jugend y sirvió en el Parlamento de Hamburgo de 2004 a 2008. Fue directora general del Centro de Neurobiología Molecular de Hamburgo.

## Primeros años
Husen nació en Estambul, Turquía, el 12 de junio de 1976, donde vivió principalmente hasta los seis años debido al trabajo de su padre. Asistió a escuelas en Kiel, incluyendo un año de intercambio en Portland, Estados Unidos. Después de graduarse con un Abitur en 1995, estudió biología en la Universidad Técnica de Brunswick y la Universidad Libre de Ámsterdam, graduándose con un Diplom en 2001.

## Carrera
En 1997, Husen se unió al partido Alianza 90/Los Verdes (GAL). Fue portavoz de la organización juvenil del partido Grüne Jugend, de 1998 a 2000. Fue miembro de la junta directiva del Partido Verde en Hamburgo entre 2001 y 2002. Elegida a la junta del partido federal en 2002, se desempeñó como su portavoz en asuntos de mujeres (frauenpolitische Sprecherin) hasta 2006. En 2004 fue reelegida como miembro de la junta del partido federal sobre Anja Hajduk, entonces presidenta provincial de la rama de Hamburgo del Partido Verde y miembro del Bundestag (Parlamento alemán).
Sirvió en el Parlamento de Hamburgo de 2004 a 2008. Fue ponente de política de salud de la fracción GAL, miembro del comité de presupuesto, del comité de salud y del comité de protección al consumidor, y miembro suplente del comité de ciencia. Representó a su grupo parlamentario en las subcomisiones de tecnología de la información y comunicación y modernización administrativa, así como de servicio público y recursos humanos. No fue elegida para el siguiente mandato. En 2013 fue candidata al Bundestag representando al Wandsbek de Hamburgo, pero no fue elegida. En mayo de 2019, cuando una nueva coalición entre el Partido Verde y Negro asumió el cargo en la borough diet de Eimsbüttel, se sugirió elegirla como concejala municipal del distrito de Bezirksamtsleiter en sustitución de un político del Partido Socialdemócrata (SPD). Recolectó solo 25 votos, uno menos de los 26 votos necesarios.
Se convirtió en directora ejecutiva del Centro de Neurobiología Molecular de Hamburgo, una institución que forma parte del Hospital Universitario Hamburgo-Eppendorf en 2009. y desde 2012 también fue directora ejecutiva del centro de salud dental (Zahn-, Mund- und Kieferheilkunde).

## Vida personal
En febrero de 2007, Husen dio a luz a una hija.
Husen se accidentó al caerse de una bicicleta en Bayrischzell, Baviera, el 26 de junio de 2022, mientras participaba con su pareja en el 29.º Rosenheimer Radmarathon. Falleció el 28 de junio a causa de las heridas en su cabeza debido al accidente. Tenía 46 años.